# Magnolia (Karolina Północna)
Magnolia – miasto w Stanach Zjednoczonych, w stanie Karolina Północna, w hrabstwie Duplin.